# Wolna Lista
Wolna Lista (niem. Freie Liste, FL) – centrolewicowa partia polityczna z Liechtensteinu, czwarta siła polityczna w Landtagu po Postępowej Partii Obywatelskiej, Unii Patriotycznej i DpL. Prezesami partii są Pepo Frick i Conny Büchel-Brühwiler.

## Historia
Wolna Lista powstała w 1985 roku przed wyborami parlamentarnymi w 1986 roku, jako alternatywa dla konserwatywnych partii FBP i VU. Wolna Lista była mieszanką różnych środowisk liberalnych: ruchu na rzecz praw kobiet, ruchów proekologicznych, czy ruchów na rzecz pokoju. Partia nie przekroczyła progu wyborczego w 1986 roku (7,1%) oraz cztery lata później w 1989 (7,9%). W wyborach w lutym 1993 roku Wolna Lista zdobyła 10,4% głosów i stała się pierwszą partią opozycyjną w historii, która przełamała duopol władzy FBP i VU (wcześniej VP) w Landtagu, zdobywając dwa mandaty poselskie. Od tamtej pory partia nieprzerwanie posiada swoich reprezentantów w Landtagu. Najlepszy wynik w wyborach osiągnęła w 2005 roku - 13,0% (3 mandaty). Obecnie w Landtagu znajduje się 3 posłów Wolnej Listy, która stanowi trzecią siłę polityczną.

## Wyniku w wyborach doLandtagu
| Wybory  | Sejm  | Sejm    | Sejm    | Rząd     |
| Wybory  | Głosy | Mandaty | Mandaty | Rząd     |
| Wybory  | %     | Liczba  | +/−     | Rząd     |
| ------- | ----- | ------- | ------- | -------- |
| 1986    | 7,1%  | 0/25    |         | –        |
| 1989    | 7,6%  | 0/25    |         | –        |
| II 1993 | 10,4% | 2/25    | 2       | Opozycja |
| X 1993  | 8,5%  | 1/25    | 1       | Opozycja |
| 1997    | 11,6% | 2/25    | 1       | Opozycja |
| 2001    | 8,8%  | 1/25    | 1       | Opozycja |
| 2005    | 13,0% | 3/25    | 2       | Opozycja |
| 2009    | 8,9%  | 1/25    | 2       | Opozycja |
| 2013    | 11,1% | 3/25    | 2       | Opozycja |
| 2017    | 12,6% | 3/25    |         | Opozycja |
| 2021    | 12,9% | 3/25    |         | Opozycja |
| 2025    | 10,9% | 2/25    | 1       | Opozycja |